# لوول ویکر
لوول ویکر (به انگلیسی: Lowell Weicker) سناتور سابق عضو حزب جمهوری‌خواه ایالات متحده آمریکا بود. وی در سال ۱۹۷۱ تا ۱۹۸۹ میلادی سناتور ایالت کنتیکت در سنای ایالات متحده آمریکا بود.
ویکر در ۲۸ ژوئن ۲۰۲۳ در سن ۹۲ سالگی در بیمارستانی در میدل‌تاون، کنتیکت درگذشت.